# Bouligney
Bouligney település Franciaországban, Haute-Saône megyében. Lakosainak száma 404 fő (2022. január 1.). Bouligney Fontenoy-le-Château, Aillevillers-et-Lyaumont, Anjeux, Cuve és Saint-Loup-sur-Semouse községekkel határos.

## Népesség
A település népességének változása:
| Lakosok száma | 428  | 420  | 426  | 410  | 406  | 404  | 404  | 404  | 404  |
|               | 2013 | 2015 | 2016 | 2017 | 2018 | 2019 | 2020 | 2021 | 2022 |